# Manú nationalpark
Manú nationalpark ligger i det sydøstlige Peru. Parken kom i 1987 på UNESCOs Verdensarvsliste.
Nationalparken har et rigt plante- og dyreliv med ca. 20.000 forskellige planter, 1.200 fuglearter, 200 pattedyr og et ukendt antal reptiler og insekter.